# Arroyomolinos (kommun i Spanien, Madrid)
Arroyomolinos är en kommun i Spanien. Den ligger i den autonoma regionen Madrid, i den centrala delen av landet, 23 km sydväst om huvudstaden Madrid. Antalet invånare är 37 208 (2024).